# Бояна Кънева
Бояна Кънева е театрална и филмова актриса, добила популярност от сериала „На всеки километър“ в ролята на Каназирева.  

## Биография
Родена е в русенското село Борисово на 7 октомври 1934 година.  Съпруга е на театралния и кинорежисьор Никола Кънев. Тяхна дъщеря е актрисата,  продуцент и режисьор Милена Кънева. 
Дълги години Бояна Кънева е част от трупата на Военната естрада, а след това на Театъра на окръзите, а по-късно е част от трупите на Шумен, Търговище и  Кюстендил, където оставя ярка следа както като актриса, така и като обаятелен човек и колега.
В театъра емблематични са  ролите й на Албена в едноименната пиеса на Й.Йовков, Ахинора в "Аспарух" на Радко Радков, Абби в "Страсти под брястовете"  на Юджин О'нийл, комедийният й талант блясва в  Кълбовидна мълния на Иван Радоев и в Енергични хора на Василий Шукшин, където си партнира с Георги Парцалев, гастрольор във Видинския драматичен театър.
През дългата си театрална кариера създава много незабравими роли, но ролята й на Каназирева в сериала "На всеки километър" я нарежда сред любимците, като Майор Деянов- Стефан Данаилов и Митко Бомбата - Гриша Вачков, на българската публика по време на соца.

## Филмография
Други по-известни филми, в които Бояна Кънева участва са „Момчето и хоризонта“ (1967) - майката, "Таралежите се раждат без бодли“, "Странен двубой" и други.